# Yann Fouéré
Yann Fouéré (Anhan, 21 de febrer de 1910 - Saint-Brieuc, 21 d'octubre de 2011) fou un activista polític nacionalista bretó.
Fill d'un funcionari, de petit va tornar a Bretanya i passà la joventut a Callac i Saint-Brieuc. El 1927 es graduà al Liceu de Clarmont d'Alvèrnia i després es va instal·lar a París, on estudià dret polític i s'incorporà al nacionalisme bretó com a president de l'Associació d'Estudiants Bretons (1931-1933). També fou president fundador amb Robert Audic d'Ar Brezhoneg er Skol (1934-1945), que aconseguí que 346 comunes bretones adoptessin una moció a favor de l'ensenyament del bretó, i vicepresident de la Unió Regionalista Bretona (1939-1945). Endemés, el 1937 Olier Mordrel li encarregà la direcció de Peuples et frontières.
Treballà durant un temps al Ministeri d'Afers Exteriors, on va defensar la Lliga d'Amics dels Bascos durant la guerra civil espanyola. El 1940 fou nomenat sotsprefecte interí de Morlaix, i quan el govern francès els va rendir als nazis s'establí a Rennes, on va redactar un projecte d'estatut per a Bretanya. El 1941 fundà i dirigí La Bretagne, diari autonomista finançat per empresaris de Quimper oposat al separatisme del Partit Nacional Bretó (PNB) però que no qüestionava la legitimitat de la França de Vichy, raó per la qual fou acusat de col·laboracionisme, i on el 1942 Xavier de Langlais va escriure cròniques antisemites. El 1942 fou nomenat secretari del Comitè Consultiu de Bretanya i també fou membre de l'Institut Cèltic de Bretanya.
Després del desembarcament de Normandia el 1944 es va instal·lar a Pacé (Ille i Vilaine), i el 10 d'agost fou arrestat sota l'acusació de col·laboracionisme i internat al camp de Marguerite, d'on fou enviat el març de 1945 a la presó de Quimper. El 28 de març de 1946 fou jutjat en contumàcia condemnat a treballs forçats i inhabilitació perpètua dels drets públics. Aconseguí marxar al país de Gal·les, on va rebre suport del cap del Plaid Cymru, Gwynfor Evans, per a fundar un Comitè Bretó de Gal·les i un Butlletí de Notícies (Breton National News Service) amb altres exiliats, fabricant passaports falsos per ajudar-los a fugir cap a Irlanda. També treballà com a professor a la Universitat de Swansea i donà classes de francès a una escola de Llandeilo. El 1948 fou expulsat de Gran Bretanya i marxà cap a la República d'Irlanda, on gràcia a l'ajuda de l'aleshores president de la Creu Roja irlandesa, Cearbhall Ó Dálaigh, va fer emissions de ràdio, col·laborà als diaris i va rebre la nacionalitat irlandesa.
Arran d'un canvi de competència en les jurisdiccions, el 1955 va tornar a Bretanya, apel·là la seva condemna i fou absolt. Aleshores, gràcies a la seva amistat amb l'antic resistent Joseph Martray, tornà a la política i fou un dels fundadors el 1957 del Moviment per l'Organització de Bretanya (MOB) i el 1958 el seu òrgan L'Avenir de la Bretagne, des d'on defensà la idea d'una Europa democràtica i federalista i defensà per a Bretanya el concepte de colonialisme intern, que seria defensat per la Unió Democràtica Bretona (UDB), escissió del MOB.
El 1961 va fundar a l'illa de Rhos (País de Gal·les) la Lliga Cèltica amb Alan Heusaff, Gwynfor Evans i JE Jones (president i secretari general del Plaid Cymru, moviment en què volien estar representats els diversos partits nacionalistes celtes.
A la dècada del 1970 va dirigir el Strollad ar Vro. El 1975 va ser detingut pels atemptats del FLB-ARB, però va ser alliberat el desembre de 1976. L'experiencia de la detenció fou narrada a En prison pour le FLB. Des del 1981 va ser el president d'honor del Partit per l'Organització d'una Bretanya Lliure. En els anys 1990 encoratjà la formació de la Unió Federalista de les Comunitats Ètniques Europees i el 1990 va fundar l'Institut de Documentació Bretona i Europea, base de la Fundació Yann Fouéré.
Morí el 21 d'octubre de 2011, amb 101 anys, a la localitat bretona de Saint-Brieuc.

## Obres
- L'Europe aux Cent Drapeaux, 1968.
- La Bretagne Ecartelée, Nouvelles éditions latines, 1962.
- Problèmes Bretons du Temps Présent
- En prison pour la libération de la Bretagne. [En prison pour le F.L.B.]. Nouvelles Editions Latines, (Les Cahiers de l'Avenir de la Bretagne; 3), 1977.
- Histoire résumée du mouvement breton, du XIXe siècle à nos jours (1800-1976). Quimper: Editions Nature et Bretagne, (Les Cahiers de l'Avenir de la Bretagne; 4), 1977. ISBN 2852570270.
- Europe ! Nationalité bretonne… Citoyen français ?, Coop Breizh, 2000.
- La Patrie interdite, Histoire d'un Breton, France Empire, 1987.
- Ces Droits que les autres ont …, Les cahiers de l'avenir de la Bretagne.
- L'Histoire du quotidien La Bretagne et les silences d'Henri Fréville (amb Youenn Didro)
- La maison du connemara, éd. Coop Breizh, 1995.
- * Projet de loi portant statut d'autonomie pour la Bretagne per Yann Fouéré, Thierry Jigourel, Jean Cevaër… [et al.]; [publicat pel Partit per l'Organització d'una Bretanya Lliure]. - Saint-Brieuc (21 Pl. Du Guesclin) : les Cahiers de l'avenir, 2001.